# Pop! (chanson de Nayeon)
Pop! est une chanson enregistrée par la chanteuse sud-coréenne Nayeon pour son premier EP, Im Nayeon. Il sort en tant que premier single de l'EP le 24 juin 2022, via JYP et Republic Records. C'est une chanson pop et bubblegum qui présente un rythme entrainant. Il se caractérise par des instruments live, des notes aiguës sinueuses et une variété d'ad libs, avec des paroles tournant autour du sujet d'une protagoniste qui parle de sa capacité à capturer le cœur de celui qu'elle aime : « faire éclater le cœur d'un amant comme une bulle ».
Pop! reçoit un accueil favorable de la part des critiques musicaux, qui complimentent sa production et ses paroles accrocheuses. Sur le plan commercial, il atteint la deuxième place du Circle Digital Chart pendant plusieurs semaines et se classe parmi les dix premiers au Japon, en Malaisie, aux Philippines, à Singapour et à Taïwan. En outre, il est certifié disque d'or par la  Recording Industry Association of Japan après avoir dépassé les 50 millions de streams dans le pays.

## Contexte et sortie
Le 18 mai 2022, Republic Records annonce que Nayeon sortira son premier EP solo le 24 juin 2022. Le 31 mai, JYP Entertainment publie la tracklist de l'EP, avec Pop! comme titre phare. Ils publient également un court extrait de la chanson. Le 21 juin, le teaser du clip vidéo est officiellement publié sur la chaîne YouTube de JYP Entertainment. Le 24 juin, la chanson sort finalement sur toutes les plateformes numériques,.

## Composition
Pop! est décrit comme une chanson qui « évoque les classique de chez Twice, d'un part pour son rythme amusant proche de la Bubblegum pop et de l'autre avec sa la mélodie addictive et ses paroles mignonnes ». C'est une chanson pop et bubblegum qui s'inspire en partie des sons de la K-pop bubblegum de deuxième génération. Il se caractérise par des rythmes entrainant, des instruments live tels que la basson, la guitare et le cor,, des notes aiguës sinueuses et une variété d'ad libs. Ses paroles tournent autour "d'une déclaration de confiance ". Où la protagoniste chante sa capacité à capturer facilement le cœur de celui qu'elle aime,. Les paroles « explorent les sentiments de flirt et de progression de la romance en utilisant des onomatopées pour dépeindre l'éclatement du cœur d'un amant comme une bulle ». En termes de notation musicale, la chanson est écrite dans la tonalité de ré majeur avec un tempo de 97 battements par minute.

## Promotion
Le 25 juin 2022, Nayeon interprète la chanson au Fresh Out Live Show de MTV pour la promouvoir, qui est suivie de deux prestations dans l'émission Music Bank et une dans le programme musical Inkigayo.

## Réception
Lai Frances, de Teen Vogue, écrit que « Pop! rend hommage aux sons et à la production grandioses qui incarnent ce pour quoi la K-pop est connue : des décors de vidéo-clips luxueux, des tenues de créateurs et une pléthore d'instruments en plus d'une accroche qui fait revivre les sons de la K-pop de la deuxième génération, une époque dont elle est fan. Elle s'inspire de TWICE en se transformant en leader, en voix principale, en danseuse principale, en pilule d'énergie et en centre visuel tout à la fois. Les projecteurs étant déjà braqués sur elle, elle a réussi à s'en servir pour parler de manière décontractée et se permettre d'être honnête sur sa croissance et sa créativité dans la musique ».
JT Early de Beats Per Minute loue l'énergie entraînante de la chanson et son utilisation de sons rétro et modernes, en écrivant « Elle parle de sa capacité à captiver et il est difficile de ne pas être d'accord, car la chanson conserve une énergie amusante et inlassablement entraînante (les »pop pop pop" récurrents, en particulier, semblent conçus pour s'installer dans le cerveau pendant des jours après les avoir entendus). La chanson mélange efficacement le rétro et le moderne où Nayeon semble tout à fait à l'aise. Un hymne à l'extraversion et à la confiance en ses propres capacités est un changement de rythme bienvenu dans le paysage pop ».
Rhian Daly de NME décrit la chanson comme le meilleur titre de l'album en écrivant : « Tout d'abord, le titre Pop! ouvre tout le spectacle - un morceau de pop confiant et assuré qui est brillant comme un chewing-gum et tout aussi addictif que de faire des bulles jusqu'à ce qu'elles éclatent. Nayeon est tout simplement spectaculaire sur ce single prêt pour l'été, annoncé ensoleillé : « Tu ne peux pas t'éloigner de moi / La crispation de tes yeux / Tes gestes nerveux, bébé / Je veux te faire éclater ».
| Critique/Publication     | Liste                                                       | Rang | Ref.   |
| ------------------------ | ----------------------------------------------------------- | ---- | ------ |
| Dazed                    | The Best K-pop Tracks of 2022                               | 8    | [ 19 ] |
| Mashable                 | 14 Of The Best, Most Influential K-Pop Performances Of 2022 | —    | [ 20 ] |
| NME                      | The 25 best K-pop songs of 2022                             | 22   | [ 21 ] |
| Rolling Stone            | The Top 100 Best Songs of 2022                              | 86   | [ 22 ] |
| South China Morning Post | 15 Best K-pop Songs of 2022                                 | 9    | [ 23 ] |
| Teen Vogue               | The 79 Best K-Pop Songs of 2022                             | —    | [ 14 ] |
| Teen Vogue               | 21 Best K-Pop Music Videos of 2022                          | —    | [ 24 ] |

## Distinctions
| Remise des prix           | Année | Catégorie                     | Résultat   | Ref.   |
| ------------------------- | ----- | ----------------------------- | ---------- | ------ |
| Circle Chart Music Awards | 2023  | Song of the Year – June       | Nomination | [ 25 ] |
| Golden Disc Awards        | 2023  | Best Digital Song (Bonsang)   | Nomination | [ 26 ] |
| MAMA Awards               | 2022  | Best Dance Performance – Solo | Nomination | [ 27 ] |
| MAMA Awards               | 2022  | Song of the Year              | Nomination | [ 27 ] |

| Programme        | Date            | Ref.   |
| ---------------- | --------------- | ------ |
| Inkigayo         | 10 juillet 2022 | [ 28 ] |
| Inkigayo         | 24 juillet 2022 | [ 29 ] |
| Inkigayo         | 7 août 2022     | [ 30 ] |
| M Countdown      | 14 juillet 2022 | [ 31 ] |
| Show! Music Core | 16 juillet 2022 | [ 32 ] |

## Crédits et personnel
Crédits tirés de Melon.
Studio
- Studios JYPE – enregistrement
- Chapel Swing Studios – mixage
- Sound 360 – mixage et mastering
- 821 Maîtrise du son – masterisation

Personnel
- Nayeon – chant
- Sophia Pae - chœurs
- Isran - parolier
- Kenzie — composition
- Hayden Chapman - composition
- Greg Bonnick — composition
- Ellen Berg — composition
- Bruit LDN — arrangement, tous les instruments
- Jane Kim - musicienne
- Sim Eunji — arrangement vocal, ingénieur du son
- Hyejin Koo – enregistrement
- Tony Maserati – mixage
- David K – mixage
- Younghyun – mélange
- Haneul Lee – Ingénieur mixage immersif
- Choi Jung-Hoon – Ingénieur mixage immersif

## Classements
| Classement (2022)                       | Meilleur place |
| --------------------------------------- | -------------- |
| Global 200 (Billboard)                  | 30             |
| Hong Kong (Billboard)                   | 16             |
| Japon (Japan Hot 100)                   | 5              |
| Japon Combined Singles (Oricon)         | 6              |
| Malaisie (Billboard)                    | 9              |
| Nouvelle-Zélande Hot Singles (RMNZ)     | 17             |
| Philippines (Billboard)                 | 6              |
| Singapour (RIAS)                        | 7              |
| Corée du Sud (Circle)                   | 2              |
| Taïwan (Billboard)                      | 4              |
| US World Digital Song Sales (Billboard) | 7              |
| Vietnam (Billboard Vietnam Hot 100)     | 19             |

| Classement (2022)     | Position |
| --------------------- | -------- |
| Corée du Sud (Circle) | 4        |

| Classement (2022)                      | Position |
| -------------------------------------- | -------- |
| Billboard Global Excl. U.S (Billboard) | 172      |
| Japon (Japan Hot 100)                  | 76       |
| Corée du Sud (Circle)                  | 46       |

## Certifications
| Région                                                                     | Certification | Ventes/Streams |
| -------------------------------------------------------------------------- | ------------- | -------------- |
| Japon (RIAJ)                                                               | Or            | 50 000 000^    |
| xNon précisé par la certification ‡ventes/streaming selon la certification |               |                |